# Batalha de Medina
A Batalha de Medina foi travada aproximadamente 20 milhas ao sul de San Antonio de Bexar (atual centro de San Antonio, no estado americano do Texas) em 18 de agosto de 1813.

## Batalha
Havia aproximadamente 1.400 texianos no Exército Republicano de Lara na época, compostos por Tejanos, americanos, euro-mexicanos (Criollos), ex-soldados monarquistas espanhóis auxiliados por uma força auxiliar de índios, e pelo menos um escravo negro.